# Goffredo Parise
Goffredo Parise (Vicenza, 8 de diciembre de 1929 - Treviso, 31 de agosto de 1986) fue un escritor y periodista italiano. Ganó el Premio Viareggio en 1965, el Premio Campiello en 1969 y el premio Strega en 1982. 

## Obras principales

### Narrativa
- Il ragazzo morto e le comete, Venecia: Neri Pozza, 1951; Torino: Einaudi, 1972; Milano: Adelphi, 2006 (a cura de Silvio Perrella)
- La grande vacanza, Venecia: Neri Pozza, 1953
- Il prete bello, Milano: Garzanti, 1954; Milano: Rizzoli, 2001
- Il fidanzamento, Milano: Garzanti, 1956; Torino: Einaudi, 1972
- Amore e fervore, Milano: Garzanti, 1959, dal 1973 con il titolo Atti impuri
- II padrone, Milano: Feltrinelli, 1965; Premio Viareggio
- Gli americani a Vicenza e altri racconti, Milano: Scheiwiller 1966 e Mondadori 1987, con una nota di Cesare Garboli
- L'assoluto naturale, Milano: Feltrinelli, 1967
- Il crematorio di Vienna, Milano: Feltrinelli, 1969; Premio Campiello
- Sillabario n. 1, Torino: Einaudi, 1972
- Sillabario n. 2, Milano: Mondadori, 1982, con postfazione di Natalia Ginzburg; Premio Strega
- Arsenico, Oderzo: Becco giallo, 1986
- L'odore del sangue (1979) pubblicato postumo, Milano: Rizzoli, 1997 e 2004, a cura di Cesare Garboli e Giacomo Magrini
- I movimenti remoti (1948) pubblicato postumo, Roma: Fandango libri, 2007, con introduzione di Emanuele Trevi

### Otros trabajos
- Cara Cina, Milano: Longanesi, 1966
- Due o tre cose sul Vietnam, Milano: Feltrinelli, 1967
- Biafra, Milano: Feltrinelli, 1968
- Guerre politiche: Vietnam, Biafra, Laos, Cile, Torino: Einaudi, 1976; Milano: Adelphi, 2007
- L'eleganza è frigida, Milano: Mondadori, 1982; Milano: Adelphi, 2008
- New York, Venezia: Ruzante, 1977
- Un sogno improbabile: Comisso, Gadda, Piovene, Milano: Scheiwiller, 1991
- Verba volant. Profezie civili di un anticonformista, Firenze: Liberal libri, 1998
- Quando la fantasia ballava il «boogie», Milano: Adelphi, 2005
- Lontano, Milano: Adelphi, 2009, postfazione di Silvio Perrella

### Colecciones
- Sillabari, Milano: Mondadori «Oscar», 1984; Milano: Adelphi, 2004 e 2009
- Opere, 2 voll., Milano: Mondadori «Meridiani», 1987-1989, a cura di Bruno Gallagher e Mauro Portello, con introduzione di Andrea Zanzotto
- Poesie, a cura de Silvio Perrella, Milano: Rizzoli, 1998

### Cartas
- Goffredo Parise e Neri Pozza, Lettere, a cura di Fernando Bandini, Vicenza: Erripiduevento, 1995
- Luigi Urettini (a cura di), Lettere a Giovanni Comisso, Lugo: Edizioni del Bradipo, 1995
- Caro Duddù, due lettere a Raffaele La Capria, Milano: Exit e Lugo: Edizioni del Bradipo, 1999

- Datos: Q1132008
- Multimedia: Goffredo Parise / Q1132008